# 日本眼光学学会
日本眼光学学会（にほんがんこうがくがっかい、英文名：The Japanese Society of Ophthalmological Optics）は、眼の機能、特に視覚科学、レンズ、光学器械、眼の計測機器等に関する基礎的、応用的問題の研究、発展を目的として1965年発足。1994年日本学術会議広報学術研究団体に登録。事務局を高田馬場に置いている。

## 機関誌
- 学会誌『視覚の科学』（年4回発行）